# Abeddy Biramahire
Abed Christophe Biramahire (ur. 4 października 1998 w Kigali) – rwandyjski piłkarz grający na pozycji napastnika.

## Kariera klubowa
Swoją karierę piłkarską Biramahire rozpoczął w klubie Bugesera FC. W sezonie 2012/2013 zadebiutował w jego barwach w drugiej lidze rwandyjskiej. W 2016 roku przeszedł do Police FC. W sezonie 2016/2017 wywalczył z nim wicemistrzostwo Rwandy. Sezon 2018/2019 rozpoczął od gry w tunezyjskim CS Sfaxien, a skończył go w Mukura Victory Sports FC. W sezonie 2019/2020 występował w zambijskim Buildcon FC.  W latach 2020–2022 był piłkarzem AS Kigali FC. W sezonie 2020/2021 został z nim wicemistrzem Rwandy, a w 2022 zdobył Puchar Rwandy. W 2022 roku grał w omańskim Suwaiq Club, z którym w sezonie 2022/2023 wywalczył wicemistrzostwo kraju. W 2023 przeszedł do mozambickiego UD Songo.

## Kariera reprezentacyjna
W reprezentacji Rwandy Biramahire zadebiutował 12 sierpnia 2017 roku w przegranym 0:3 meczu Mistrzostw Narodów Afryki 2018 z Ugandą, rozegranym w Kampali.